# Le Mystère Andromède
 (mai 2022).
Pour plus de détails, voir Fiche technique et Distribution.
Le Mystère Andromède (The Andromeda Strain) est un film de science-fiction américain produit et réalisé par Robert Wise, sorti en 1971.
Il s'agit de l'adaptation du roman La Variété Andromède (1969) de Michael Crichton. Tout comme le roman dont il suit la trame fidèlement, le film raconte la propagation d'un virus extraterrestre après le crash d'un satellite, causant la mort de la presque totalité des habitants d'un village, et les efforts de quatre scientifiques pour identifier et isoler le virus.

## Synopsis
Un groupe de scientifiques étudie un virus extraterrestre ayant décimé un village isolé avant qu'il ne puisse se propager à la surface du globe.

## Fiche technique
- Titre original : The Andromeda Strain
- Titre français : Le Mystère Andromède
- Réalisation : Robert Wise, assisté de James Fargo (non crédité)
- Scénario : Nelson Gidding, d'après le roman La Variété Andromède (The Andromeda Strain) de Michael Crichton
- Musique : Gil Mellé
- Direction artistique : Boris Leven et William H. Tuntke
- Décors : Ruby R. Levitt
- Costumes : Helen Colvig
- Photographie : Richard H. Kline
- Montage : Stuart Gilmore et John W. Holmes
- Production : Robert Wise
- Société de production : Universal Pictures
- Pays de production :  États-Unis
- Langue originale : anglais
- Format : couleur - 2,20:1 - 35mm - mono
- Genre : Science-fiction et thriller
- Durée : 131 minutes
- Dates de sortie :
  - États-Unis : 12 mars 1971
  - France : 19 avril 1972

## Distribution
- Arthur Hill (VF : Jean-Claude Michel) : le Dr Jeremy Stone
- David Wayne (VF : Francois Darbon) : le Dr Charles Dutton
- James Olson (VF : Claude Giraud) : le Dr Mark Hall
- Kate Reid (VF : Paule Emanuele) : le Dr Ruth Leavitt
- Paula Kelly (VF : Évelyn Séléna) : Karen Anson
- George Mitchell : Jackson
- Ramon Bieri : le major Manchek
- Peter Hobbs (VF : Raymond Loyer) : le général Sparks
- Kermit Murdock : le Dr Robertson
- Richard O'Brien (en) (VF : Georges Atlas) : Grimes
- Richard Bull : le major de l'US Air Force
- Eric Christmas : le sénateur du Vermont
- Mark Jenkins (VF : Serge Sauvion) : le lieutenant Shawn (Piedmont team)
- Peter Helm (VF : Jacques Richard) : le sergent Crane (Piedmont team)
- Joe Di Reda (VF : Pierre Fromont) : le sergent Burk (Wildfire Computer)
- Carl Reindel (VF : Jean-Louis Maury) : le lieutenant Comroe
- Ken Swofford (VF : Daniel Crouet) : Toby, le technicien
- Frances Reid (VF : Jacqueline Ferrière) : Clara Dutton
- John Carter (VF : Jacques Thébault) : le capitaine Morton

Acteurs non crédités :
- Susan Brown (VF : Maria Tamar) : Allison Stone
- Johnny Lee (VF : Marcelle Lajeunesse) : le petit-fils de Charles Dutton
- Michael Pataki (VF : Bernard Murat) : l'opérateur des bras mécaniques
- Len Wayland (VF : Jacques Deschamps) : l'officier enquêteur sur le site du crash
- Garry Walberg (VF : Henri Labussière) : le technicien à lunettes sur le site du crash
- Glenn Langan (VF : René Bériard) : le secrétaire du ministre
- Walter Brooke (VF : Albert de Médina) : l'assistant du ministre
- David McLean (VF : Jean Martinelli) : le sénateur McKenzie
- Michael Crichton : le chirurgien barbu
- Walter Edmiston (VF : Roger Rudel) : la voix dans la base Wildfire
- Gilchrist Stuart : un homme
- Lisa Daniels : une femme

## Production

### Adaptation
Le personnage du Dr Peter Leavitt dans le roman de Michael Crichton est remplacé dans cette adaptation cinématographique par une femme, le Dr Ruth Leavitt. Crichton fait un caméo dans un rôle muet, lors de la scène où le Dr Hall doit abandonner une opération chirurgicale afin de se rendre à Wildfire.

### Tournage
Douglas Trumbull conçoit plusieurs effets spéciaux, avec différentes couleurs pour les cinq niveaux du laboratoire souterrain (rouge, jaune, bleu, gris, vert) et un traitement de l'image aux rayons X, ultraviolets ou infrarouges pour montrer les étapes de décontamination, de filtrage et de tests.
Un seul décor est utilisé. Il est repeint quand toutes les scènes d'un niveau ont été filmées.
Pour la scène où le Dr Ruth Leavitt fait une crise d'épilepsie déclenchée par une lumière rouge clignotante, la fréquence du clignotement est choisie de sorte à minimiser les risques pour les spectateurs du film.

## Bande originale
La première bande originale du film est produite à 10 000 exemplaires par Kapp Records sous la direction du réalisateur Robert Wise. Les disques et les pochettes sont de forme hexagonale. Une seconde édition est commercialisée peu après dans un format traditionnel (disque rond, pochette carrée).

## Exploitation vidéo
La première version DVD du film produite par Image Entertainment présentait le film dans un ratio incorrect (1.90:1 au lieu du format 2.35:1 présenté en salles). La version suivante produite par Universal respecte le format original.

## Autres versions
Un remake télévisé est diffusé en 2008 aux États-Unis sous la forme d'un feuilleton en deux épisodes, La Menace Andromède avec Benjamin Bratt et Daniel Dae Kim.